# David Herman

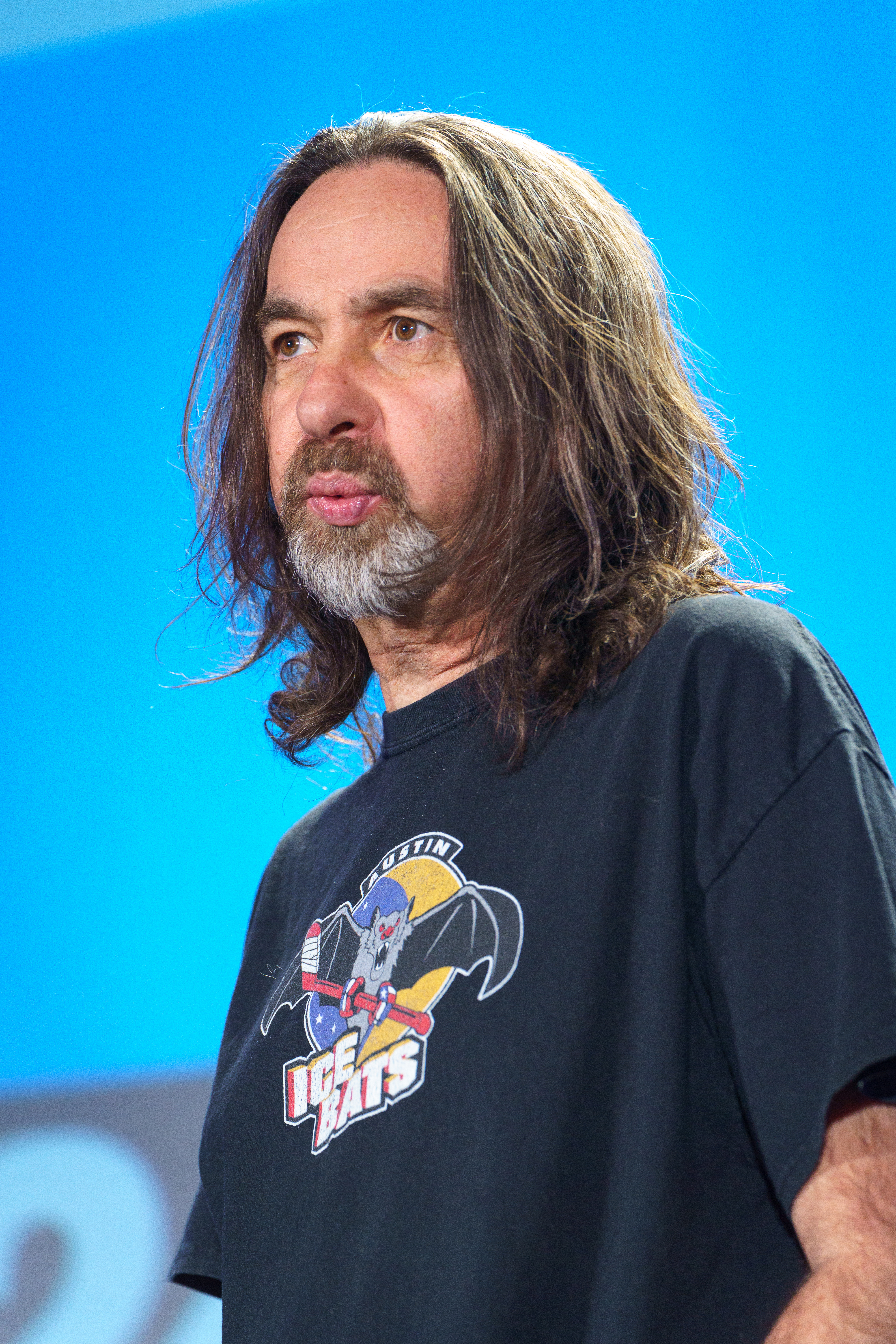
David Herman, 2024

David Herman (* 20. Februar 1967 in New York City, New York) ist ein US-amerikanischer Schauspieler und Synchronsprecher.

## Leben
Herman wuchs in Washington Heights auf und schloss 1987 die High School ab. Danach besuchte er eine Schauspielschule. Seine ersten Spielfilmauftritte hatte er 1989 in Roadhome und Geboren am 4. Juli. Zwischen 1995 und 1998 spielte er in 54 Folgen der Comedyserie MADtv, einem Ableger des US-amerikanischen Mad Magazins. 1999 spielte er eine der Hauptrollen in der Satire Alles Routine, gefolgt von den Filmkomödien Ey Mann, wo is' mein Auto? und Schrei wenn du weisst, was ich letzten Freitag den 13. getan habe im Jahr darauf. Zu seinen weiteren Spielfilmrollen gehören Auftritte in Dick und Jane und Idiocracy.
Seit 1997 ist Herman zudem erfolgreich als Synchronsprecher von Zeichentrickfilmen tätig. Er sprach zwischen 1999 und 2003 verschiedene wiederkehrende Figuren wie Scruffy den Hausmeister und Dr. Wernstrom in der Serie Futurama. Weitere Sprechrollen hatte er in den Serien American Dad, The Drinky Crow Show und The Goode Family. Seit 1997 spricht er zudem Buckley in der Serie King of the Hill. Er wird häufig von Regisseur Mike Judge besetzt.
Herman ist verheiratet und hat ein Kind.

## Filmografie (Auswahl)
als Schauspieler
- 1989: Road Home
- 1989: Geboren am 4. Juli (Born on the Fourth of July)
- 1995: MADtv (Fernsehserie)
- 1999: Alles Routine (Office Space)
- 2000: Ey Mann, wo is’ mein Auto? (Dude, Where’s My Car?)
- 2000: Shriek – Schrei, wenn du weißt, was ich letzten Freitag, den 13. getan habe (Shriek If You Know What I Did Last Friday the Thirteenth)
- 2000: Angel – Jäger der Finsternis (Angel, Fernsehserie)
- 2004: Keine Gnade für Dad (Grounded for Life)
- 2004: 24 – Twenty Four (24, Fernsehserie)
- 2005: Dick und Jane (Fun with Dick and Jane)
- 2005: Fußballfieber – Elfmeter für Daddy (Kicking and Screaming)
- 2006: Idiocracy

als Synchronsprecher
- 1997–2009: King of the Hill
- 1999–2003, 2008–2013: Futurama
- 2006–2007, 2011: American Dad
- 2007: The Drinky Crow Show
- 2007: Futurama: Bender’s Big Score
- 2007: Bee Movie – Das Honigkomplott
- 2008: Moral Orel
- 2008: Futurama: Die Ära des Tentakels
- 2009: The Goode Family
- 2009: Futurama: Leela und die Enzyklopoden
- seit 2011: Bob’s Burgers
- 2012: Family Guy
- 2012–2015: Brickleberry
- 2014: Die Simpsons
- 2018–2023: Disenchantment
- 2018–2022: Paradise PD
- 2019–2021: Bless the Harts  (Fernsehserie, Stimme)
- 2020: Central Park
- seit 2021: The Great North (Fernsehserie, Stimme)
- 2022: Beavis and Butt-Head Do the Universe